# Kamionka (dopływ Przegini)
Kamionka – potok, prawy dopływ potoku Przeginia. Płynie w miejscowości Kamionna w województwie małopolskim w powiecie bocheńskim w gminie Trzciana.
Kamionka wypływa na polu wsi Kamionna na wysokości 436 m. Spływa przez porośnięty lasem jar, a następnie poniżej kościoła w Kamionnej przepływa pod drogą Kamionna – Stare Rybie. Od tego miejsca płynie cały czas po zachodniej stronie drogi Kamionna – Trzciana. W dolnej części wsi Kamionna uchodzi do Przegini na wysokości 306 m.
Jedynym dopływem Kamionki jest prawobrzeżny potok Jeziornica spływający z góry Kamionna (802 m). Jest dłuższy od jej cieku źródłowego. Cała zlewnia Kamionki znajduje się w obrębie wsi Kamionna. Pod względem geograficznym znajduje się na pograniczu Beskidu Wyspowego i Pogórza Wiśnickiego.